# 必殺! 主水死す
『必殺! 主水死す』（ひっさつ もんどしす）は、1996年に公開された、松竹株式会社・松竹京都映画株式会社（現：株式会社松竹京都撮影所）の製作の映画である。監督は貞永方久。
必殺仕事人・中村主水シリーズの一旦の最終回でもある。タイトル通り本作の最後で主水の死亡を暗示する描写がされているが、キャラクターとしての中村主水は11年後の『必殺仕事人2007』で変わりなく登場している。作品内で描かれるお千代を巡る主水と権の四郎の因縁深い関係など、主水シリーズの他作品とは異なる独自色が強い。
キャッチコピーは、「シリーズ完結! これが最期だ!」、「さらばムコ殿…」。

## あらすじ
仕事人・中村主水も寄る年波には勝てぬようで、仕事人仲間で情婦のおけいとの情事もままならぬ様子。そのおけいの家からの帰り道で、主水は葛飾北斎の遺体を発見する。奉行所は事件性はないとするが、北斎と仕事をしていた彫師と摺師もまた謎の死を遂げたことから、北斎の娘・お栄は下手人さがしを主水に頼む。手掛かりは北斎が最後に描いたと思われる似顔絵。
そんなとき、おけいが或る武家の跡目争いに関わる仕事を引き受けてくる。世継ぎの双子の弟を捜し出して殺せとの依頼だが、恨み辛みのこもらない筋違いな仕事は出来ないと、秀、勇次、主水らはその依頼を断わる。
そしてある日、主水は似顔絵に似た大道芸人の少年・捨蔵を見つける。
捨蔵とその義理の母・お夢が暮らす家を主水は訪ねるが、捨蔵は実は女で、お夢は主水の昔の仲間・お千代であったことがわかる。お千代は二十年前に負った傷がもとで記憶をなくしていた。
そこに突如乱入するおけい配下の仕事人たち。先の仕事の標的は捨蔵だった。主水は十手をちらつかせその場を治め、仕事を控えるようおけいを説得する。そんな主水の前に、仕事の依頼人・清太と、お千代の亭主でやはり主水の仲間だった男・清吉が現れる。
清吉は、今は権の四郎と名乗り、大奥で御下御掃除人・葛西衆を束ねていた。権の四郎と息子の清太は、捨蔵の生母であるお美津の方の命を受け、捨蔵の兄・家定の将軍世継の邪魔となる捨蔵を消すために暗躍していたのだ。そして、将軍家お世継ぎを巡ってお美津の方と反目する、元老中・水野忠邦と上臈年寄・姉小路、その配下・大奥別式女衆もまた捨蔵を世継とすべく、捨蔵を捜すため北斎に似顔絵を描かせたうえ、北斎を殺害していたのだった。
二十年振りに、数奇な再会を果たした主水とお千代、そして権の四郎。
清太の父親が主水だと思い込む権の四郎の歪んだ愛情は、主水に罠を仕掛けて、意外な悲劇を呼ぶ。

## キャスト

### 仕事人
- 中村主水：藤田まこと
- 飾り職人の秀：三田村邦彦
- 三味線屋の勇次：中条きよし
- おけい：東ちづる

### その他
- 中村せん：菅井きん
- 中村りつ：白木万理

### ゲスト
- お夢（お千代）：名取裕子
- 権の四郎（清吉）：津川雅彦
- 捨蔵 / 徳川家定（二役）：細川ふみえ
- 水野忠邦：宝田明（特別出演）
- 葛飾北斎：鈴木清順（特別出演）
- お栄：美保純
- 姉小路：柏木由紀子（特別出演）
- 清太（四郎の息子）：野村祐人
- お美津の方（家定の母）：松居一代
- 定次：貞永敏
- 秦野平之進：河原崎建三
- 梅川月之丞：林啓二
- 斉藤絵里、諸鍛冶裕太、真壁晋吾、岡元厚子

## スタッフ
- 監督：貞永方久
- 製作：櫻井洋三
- 企画：山内久司（ABC）
- 脚本：吉田剛
- 撮影：石原興
- 照明：中島利男
- 美術：倉橋利昭
- 編集：園井弘一
- 音楽：平尾昌晃、長部正和、渡辺邦孝
- 助監督：酒井信行
- 殺陣：清家三彦、諸鍛冶裕太
- ナレーター：丸山詠二
- 製作協力：松竹大船撮影所、鎌倉シネマワールド
- 後援：朝日放送株式会社
- プロデュース：佐々木勇

## 主題歌
- 葛城ユキ「哀しみは花びらにのせて」（東芝EMI（現：EMIミュージック・ジャパン））

主水シリーズ劇場版でテレビからの流用でないオリジナルの主題歌はこれが初めて。

## 補足事項
- 撮影は京都だけではなく松竹大船撮影所でも行われた。
- 撮影メイキング本（山田誠二「必殺! 主水死す」データハウス刊）が発売されている。
- EDの背景はTVシリーズのEDと同じ場所で撮影している。